# Synchroonzwemmen op de Olympische Zomerspelen 1988
Synchroonzwemmen was een van de sporten die werden beoefend tijdens de Olympische Zomerspelen 1988 in Seoel. Het deelnemersveld bestond uit 46 deelnemers, verdeeld over twee evenementen (achttien duetten met twee deelnemers). Het synchroonzwemmen werd van 26 september t/m 1 oktober gehouden in het Jamsil Indoor Swimming Pool. Elk onderdeel bestond uit een verplichte en een vrije oefening waarbij de punten uit beide onderdelen werden opgeteld. Naast het synchroonzwemmen vonden hier ook het schoonspringen, waterpolo, zwemmen en het zwemonderdeel van de moderne vijfkamp plaats.
België werd bij het onderdeel solo vertegenwoordigd door Patricia Serneels. Namens Aruba kwamen Yvette Thuis en Roswitha Lopez in actie, zowel individueel als in het duet. Geen van deze drie dames haalde de finaleronde.

## Deelnemende landen
Er deden 46 zwemmers uit 18 landen mee bij het synchroonzwemmen op de Olympische Zomerspelen in Seoel.

## Competitieschema
Hieronder volgt het competitieschema van het synchroonzwemmen op de Olympische Zomerspelen 1988. De twee evenementen worden gehouden van 26 september tot en met 1 oktober 1988 en duren respectievelijk drie en twee dagen. De finale voor de solo was op 30 september en die voor solo op 1 oktober 1988.
| Q | Kwalificatie | F | Finale |

| Datum →     | 26 | 27 | 28 | 29 | 30 | 1 |
| Onderdeel ↓ | 26 | 27 | 28 | 29 | 30 | 1 |
| ----------- | -- | -- | -- | -- | -- | - |
| Solo        | Q  |    | Q  |    | F  |   |
| Duet        |    | Q  | Q  |    |    | F |

## Medailles

### Medaillewinnaars
| Onderdeel | Goud | Goud                           | Zilver | Zilver                          | Brons | Brons                       |
| --------- | ---- | ------------------------------ | ------ | ------------------------------- | ----- | --------------------------- |
| Solo      | CAN  | Carolyn Waldo                  | USA    | Tracie Ruiz-Conforto            | JPN   | Mikako Kotani               |
| Duet      | CAN  | Michelle Cameron Carolyn Waldo | USA    | Karen Josephson Sarah Josephson | JPN   | Mikako Kotani Miyako Tanaka |

## Medaillespiegel
| Plaats | Land             | NOC    | Goud | Zilver | Brons | Totaal |
| ------ | ---------------- | ------ | ---- | ------ | ----- | ------ |
| 1      | Canada           | CAN    | 2    | 0      | 0     | 2      |
| 2      | Verenigde Staten | USA    | 0    | 2      | 0     | 2      |
| 3      | Japan            | JPN    | 0    | 0      | 2     | 2      |
| Totaal | Totaal           | Totaal | 2    | 2      | 2     | 6      |

Los Angeles 1984 · 
Seoel 1988 · 
Barcelona 1992 · 
Atlanta 1996 · 
Sydney 2000 · 
Athene 2004 · 
Peking 2008 · 
Londen 2012 · 
Rio de Janeiro 2016 · 
Tokio 2020 · 
Parijs 2024 · Los Angeles 2028
Medaillewinnaars 
Atletiek · Badminton (demonstratie) · Basketbal · Boksen · Boogschieten · Gewichtheffen · Gymnastiek · Handbal · Hockey · Honkbal (demonstratie) · Judo · Kanovaren · Moderne vijfkamp · Paardensport · Roeien · Schermen · Schietsport · Schoonspringen · Synchroonzwemmen · Taekwondo (demonstratie) · Tafeltennis · Tennis · Voetbal · Volleybal · Waterpolo · Wielersport · Worstelen · Zeilen · Zwemmen